# Мюнхенська міська електричка
Мюнхенська міська залізниця (нім. S-Bahn München) — електрична залізнична транзитна система в Мюнхені, Німеччина. «S-Bahn» — німецька абревіатура від Stadtschnellbahn (буквально «міська швидкісна залізниця»), мюнхенська швидкісна залізниця демонструє характеристики як систем швидкого транспорту, так і приміських залізниць.
Мережею мюнхенської міської залізниці управляє S-Bahn München, дочірня компанія DB Regio Bayern, яка сама є дочірньою компанією німецької національної залізничної компанії Deutsche Bahn. Він інтегрований до Мюнхенської транспортної та тарифної асоціації ( Münchner Verkehrs- und Tarifverbund, MVV) і з’єднаний по всьому місту з місцевою мюнхенською U-Bahn. Сьогодні S-Bahn охоплює більшість населених пунктів столичного району Мюнхена з населенням близько 2,7 мільйона осіб.
Мюнхенська міська залізниця була заснована 28 травня 1972 року. Вона була побудована як частина схеми забезпечення адекватної транспортної системи під час літніх Олімпійських ігор 1972 року, що проходили в Мюнхені, через сполучення чинних приміських залізничних ліній на заході та сході міста через нову дільницю тунелю від Мюнхен-Головний до Мюнхен-Східний .

## Лінії

### Систематизація

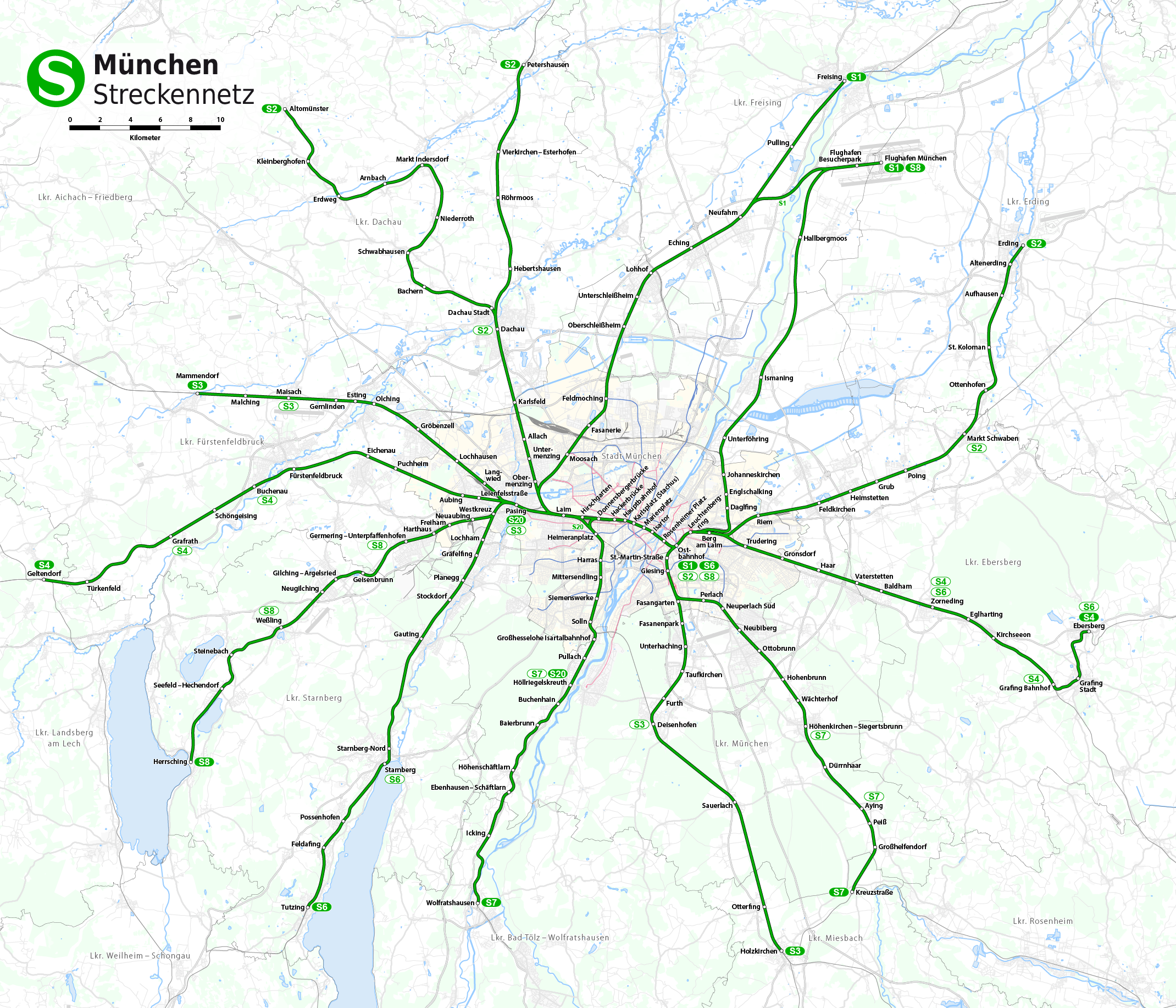
Мережа мюнхенської міської залізниці з 2009 року

Система має сім ліній на заході, які спочатку були пронумеровані з півночі на південь від S1 (до Фрайзінг) до S7 (Вольфратсгаузен) та сполучені з п'ятьма східними лініями. Операційні вимоги змінювалися кілька разів, зокрема через розширення ліній, це призвело до випадкової нумерації на сході. Дві лінії закінчуються на Східному вокзалі Мюнхена (Ostbahnhof), зараз це S1 і S6. Перша зміна була внесена в червні 1991 року, коли гілка до Еберсберга змінилася з S4 на S5, щоб скоротити час у дорозі до Гершінга і назад. Лінія до Вольфратсхаузена спочатку називалася S10, але коли її приєднали для проходження через магістраль, її змінили на S7.
Відгалуження S-Bahn на сході через Ісманінг до аеропорту було позначено як S8. Пізніше це було об’єднано з оригінальною лінією S3, яка поділяла частину маршруту S8, і новий маршрут отримав назву S8. І припинило існування маршруту S3. Пізніше старий маршрут S5 був значною мірою замінений нинішнім S3, тому наразі немає лінії S5.
Крім того, є лінії S20 і S27[джерело?], які курсують від центрального вокзалу Мюнхена (Hauptbahnhof) і Пазінга до Дайзенхофена. Ці дві лінії не проходять через тунель магістральних ліній. Маршрути, які починаються з 2, походять із часу введення цих ліній, оскільки лінія до Гольцкірхена через Дайзенгофен все ще мала номер S2 (замість теперішнього S3). Ці лінії перетинають Ізар через міст Гросселое.
У розкладі Deutsche Bahn лінії міської залізниці пронумеровані від 999.1 до 999.8 і 999.20; рядок А пронумерований як 999.30.

### Частота
Основний інтервал мюнхенської швидкісної залізниці — один потяг кожні 20 хвилин. На частинах деяких гілок в години пік є 10-хвилинна частота, що створюється додатковими поїздами. Особливим випадком є лінія до Ердінга, де в будні дні в ранкові піки курсують експреси з Ердінга та звичайні поїзди S-Bahn від Markt Schwaben, які ходять на 10-хвилинній частоті на захід від Східного вокзалу Мюнхена. На західній ділянці S4 та S1 між Фрайзінгом і Мюнхеном у годину пік також бувають додаткові потяги, які не проходять повз Головний вокзал (не проходять через тунель магістральних ліній). На деяких гілках один з трьох поїздів не курсує до кінцевої станції в непіковий час, тому на цих зовнішніх ділянках потяги курсують по черзі 20 або 40 хвилин. S8 працює цілодобово (лише в напрямку аеропорту).
| Лінія | Маршрут | Частота  | Частота в Година пік |
| ----- | --- | -------- | -------------------- |
| S1    | Freising – Pulling – Neufahrn | 20/40 хв | 20 хв                |
| S1    | Аеропорт Мюнхен-Термінал – Flughafen Besucherpark – Neufahrn | 20 хв    | 20 хв                |
| S1    | Neufahrn – Eching – Lohhof – Unterschleißheim – Oberschleißheim – Feldmoching – Fasanerie – Moosach – Лайм – Хіршгартен – Доннерсбергербрюке – Хакербрюке – Головний вокзал – Karlsplatz (Stachus) – Marienplatz – Isartor – Rosenheimer Platz – Східний вокзал – Leuchtenbergring | 20 хв    | 20 хв                |
| S2    | Altomünster – Kleinberghofen – Erdweg – Arnbach – Markt Indersdorf – Niederroth – Schwabhausen – Bachern – Dachau Stadt – Dachau | 60 хв    | 30 хв                |
| S2    | Petershausen – Vierkirchen-Esterhofen – Röhrmoos – Hebertshausen – Dachau | 20/40 хв | 20 хв                |
| S2    | Dachau – Karlsfeld – Allach – Untermenzing – Obermenzing – Лайм – Хіршгартен – Donnersbergerbrücke – Hackerbrücke – Hauptbahnhof – Karlsplatz (Stachus) – Marienplatz – Isartor – Rosenheimer Platz – Східний вокзал | 20 хв    | 10 хв                |
| S2    | Східний вокзал – Leuchtenbergring – Berg am Laim – Riem – Feldkirchen – Heimstetten – Grub – Poing – Markt Schwaben | 20 хв    | 20 хв                |
| S2    | Markt Schwaben – Ottenhofen – St. Koloman – Aufhausen – Altenerding – Erding | 20/40 хв | 20 хв                |
| S3    | Маммендорф – Malching – Maisach | 20/40 хв | 20 хв                |
| S3    | Maisach – Gernlinden – Esting – Olching – Gröbenzell – Lochhausen – Langwied – Пазінг – Лайм – Хіршгартен – Доннерсбергербрюке – Хакербрюке – Головний вокзал – Karlsplatz (Stachus) – Marienplatz – Isartor – Rosenheimer Platz – Східний вокзал – St.-Martin-Straße – Giesing – Fasangarten – Fasanenpark – Unterhaching – Taufkirchen – Furth – Дайзенгофен                                                       | 20 хв    | 10 хв                |
| S3    | Deisenhofen – Sauerlach – Otterfing – Гольцкірхен | 20/40 хв | 20 хв                |
| S4    | Geltendorf – Türkenfeld – Grafrath (– Schöngeising – Buchenau) | 20/40 хв | 20/40 хв             |
| S4    | (Grafrath – Schöngeising –) Buchenau – Fürstenfeldbruck – Eichenau – Puchheim – Aubing – Leienfelsstraße – Пазінг – Лайм – Хіршгартен – Доннерсбергербрюке – Хакербрюке – Головний вокзал – Karlsplatz (Stachus) – Marienplatz – Isartor – Rosenheimer Platz – Східний вокзал – Leuchtenbergring – Berg am Laim – Trudering                                                                                          | 20 хв    | 20 хв                |
| S4    | Trudering – Gronsdorf – Haar – Vaterstetten – Baldham – Zorneding – Eglharting – Kirchseeon – Grafing Bahnhof (– Grafing Stadt – Ebersberg) | –        | 20 хв                |
| S6    | Tutzing – Feldafing – Possenhofen – Starnberg | 20/40 хв | 20 хв                |
| S6    | Starnberg – Starnberg Nord – Gauting – Stockdorf – Planegg – Gräfelfing – Lochham – Westkreuz – Пазінг – Лайм – Хіршгартен – Доннерсбергербрюке – Хакербрюке – Головний вокзал – Karlsplatz (Stachus) – Marienplatz – Isartor – Rosenheimer Platz – Східний вокзал – Leuchtenbergring – Berg am Laim – Trudering – Gronsdorf – Haar – Vaterstetten – Baldham – Zorneding – Eglharting – Kirchseeon – Grafing Bahnhof | 20 хв    | 20 хв                |
| S6    | Grafing Bahnhof – Grafing Stadt – Ebersberg | 20/40 хв | 20/40 хв             |
| S7    | Wolfratshausen – Icking – Ebenhausen-Schäftlarn – Hohenschäftlarn – Baierbrunn – Buchenhain – Höllriegelskreuth | 20/40 хв | 20 хв                |
| S7    | Höllriegelskreuth – Pullach – Großhesselohe Isartalbahnhof – Solln – Siemenswerke – Mittersendling – Harras – Heimeranplatz – Доннерсбергербрюке – Хакербрюке – Головний вокзал – Karlsplatz (Stachus) – Marienplatz – Isartor – Rosenheimer Platz – Східний вокзал – St.-Martin-Straße – Giesing – Perlach – Neuperlach Süd – Neubiberg – Ottobrunn – Hohenbrunn – Wächterhof – Höhenkirchen-Siegertsbrunn          | 20 хв    | 20 хв                |
| S7    | Höhenkirchen-Siegertsbrunn – Dürrnhaar – Aying | 20/40 хв | 20/40 хв             |
| S7    | Aying – Peiß – Großhelfendorf – Kreuzstraße | 60 хв    | 60 хв                |
| S8    | Herrsching – Seefeld-Hechendorf – Steinebach – Weßling | 20/40 хв | 20 хв                |
| S8    | Weßling – Neugilching – Gilching-Argelsried – Geisenbrunn – Germering-Unterpfaffenhofen | 20 хв    | 20 хв (+)            |
| S8    | Germering-Unterpfaffenhofen – Harthaus – Freiham – Neuaubing – Westkreuz – Пазінг – Лайм – Хіршгартен – Доннерсбергербрюке – Хакербрюке – Головний вокзал – Karlsplatz (Stachus) – Marienplatz – Isartor – Rosenheimer Platz – Східний вокзал | 20 хв    | 10 хв                |
| S8    | Східний вокзал – Leuchtenbergring – Daglfing – Englschalking – Johanneskirchen – Unterföhring – Ismaning – Hallbergmoos – Flughafen Besucherpark – Аеропорт Мюнхен-Термінал | 20 хв    | 20 хв                |
| S20   | Geltendorf – Türkenfeld – Grafrath – Schöngeising – Buchenau – Fürstenfeldbruck – Eichenau – Puchheim – Aubing – Leienfelsstraße – Pasing | –        | поодинокі поїзди     |
| S20   | Пазінг – Heimeranplatz – Mittersendling – Siemenswerke – Solln – Großhesselohe Isartalbahnhof – Pullach – Höllriegelskreuth | –        | 60 хв                |